# Dorylus striatidens
Dorylus striatidens é uma espécie de formiga do gênero Dorylus.